# 奈阿尔科环形山
奈阿尔科环形山（Nearch）是位于月球正面东南高地区的一座古老大撞击坑，约形成于45.5-39.2亿年前的前酒海纪，其名称取自古希腊亚历山大大帝军队中的海军统领奈阿尔霍斯（Nearchus，约公元前360年-公元前300年），1935年被国际天文学联合会批准接受。

## 描述
该陨坑西北靠近霍梅尔环形山、北面毗邻佛拉哥环形山、罗森伯格环形山位于它的东北偏北、东南偏东及西南分别坐落着哈格休斯环形山和穆图什环形山。该陨坑中心月面坐标为58°35′S 39°01′E / 58.58°S 39.01°E，直径72.8公里，深度4.2公里。
奈阿尔科环形山外观呈圆形，坑壁已被更小的陨坑侵蚀和磨损，尤其是东侧壁明显覆盖了多座撞击坑，其中最醒目的是直径43公里，切入在东南坑壁上的卫星坑奈阿尔科 A；西侧和北侧坑底也已被小陨坑打乱，其余部分坑壁则相对完整，大体保持了原有的形状。环形山的坑壁高出周边地形1320米，内部容积约5100立方千米。坑底表面相对平坦，散布有一些细小的月坑，但东南部地表因分布有卫星坑奈阿尔科 A形成时所溅射的喷发物而稍显崎岖。

## 卫星陨石坑
按惯例，最靠近奈阿尔科环形山的卫星坑将在月图上以字母标注在它的中心点旁边。
| 奈阿尔科 | 纬度    | 经度    | 直径    |
| -------- | ------- | ------- | ------- |
| A        | 60.1° S | 40.1° E | 43 公里 |
| B        | 60.9° S | 35.8° E | 43 公里 |
| C        | 62.2° S | 35.8° E | 41 公里 |
| D        | 57.0° S | 38.0° E | 10 公里 |
| E        | 61.4° S | 33.9° E | 11 公里 |
| F        | 62.9° S | 37.9° E | 8 公里  |
| G        | 63.3° S | 39.8° E | 5 公里  |
| H        | 57.6° S | 40.6° E | 9 公里  |
| J        | 57.6° S | 37.4° E | 7 公里  |
| K        | 57.9° S | 35.3° E | 13 公里 |
| L        | 58.4° S | 35.6° E | 18 公里 |
| M        | 58.4° S | 35.0° E | 7 公里  |

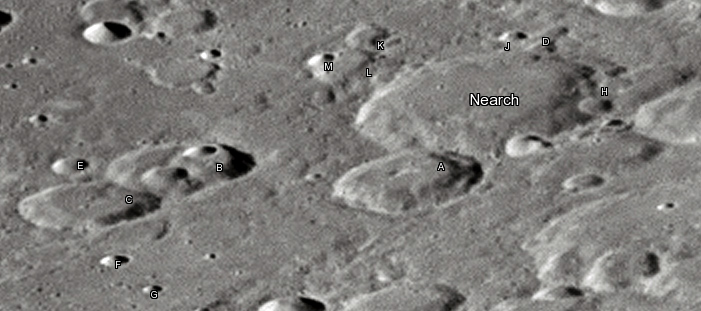
戴维·坎贝尔图片

- 卫星坑奈阿尔科 A约形成于39.2-38.5亿年前的酒海纪[1]。

## 参引资料
1. 1 2 3 4  Lunar Impact Crater Database
2. ↑  Autostar Suite Astronomer Edition. CD-ROM. Meade, April 2006.
3. ↑   (PDF).   [2016-10-14]. （原始内容存档 (PDF)于2013-02-20）.
4. ↑  .   [2016-10-14]. （原始内容存档于2021-04-01）.
5. ↑  .   [2016-10-14]. （原始内容存档于2014-12-18）.
6. 1 2  Rükl, Antonín. . Kalmbach Books. 1990. ISBN 0-913135-17-8.
7. ↑  Moore, Patrick (2001). On the Moon. Sterling Publishing Co.. ISBN 0-304-35469-4.
8. ↑  Bussey, B.; Spudis, P. . New York: Cambridge University Press. 2004. ISBN 0-521-81528-2.